# The Best of Dalida
The Best of Dalida è una raccolta della cantante italo-francese Dalida, pubblicata nel 1986 da Carrere.
La raccolta racchiude alcuni dei più grandi successi della cantante, in una tracklist di diciotto brani.

## Tracce
1. Génération 78 (medley)
2. Avec le temps
3. Parle plus bas (Le Parrain)
4. Ils ont changé ma chanson
5. Paroles, paroles (in duo con Alain Delon)
6. Une vie
7. Il venait d'avoir 18 ans
8. J'attendrai
9. Le Lambeth walk
10. Salma ya salama (versione in francese)
11. Fini, la comédie
12. Il pleut sur Bruxelles
13. Il faut danser reggae
14. Monday Tuesday… Laissez-moi danser
15. Rio do Brasil
16. Comme disait Mistinguett
17. Mourir sur scène
18. Gigi l'amoroso